# Нейтцель, Карл
Карл Нейтцель (нем. Karl Neitzel; 30 января 1901, Кольберг, Померания — 13 ноября 1966, Киль) — немецкий офицер-подводник, капитан 1-го ранга (1 декабря 1943 года).

## Биография
В 1917 году поступил в ВМФ, служил на миноносцах. После окончания 1-й мировой войны демобилизован, но 1 апреля 1924 года вновь поступил на флот кадетом. 1 октября 1927 года произведен в лейтенанты. Служил в 1-й минной флотилии.

## Вторая мировая война
В феврале 1941 года переведен в подводный флот. 25 ноября 1941 года назначен командиром подлодки U-510, на которой совершил 3 похода (проведя в море в общей сложности 220 суток). Первый и третий походы совершил в Карибское море. Во время последнего похода атаковал конвой BT-6 и в течение 3 часов потопил 3 судна и повредил ещё 5 (всего 54 130 брт).
27 марта 1943 года награждён Рыцарским крестом Железного креста.
Всего за время военных действий Нейтцель потопил 5 судов общим водоизмещением 28 496 брт и повредил 7 судов водоизмещением 49 587 брт.
21 мая 1943 года назначен заместителем командира 25-й флотилии. С августа 1943 года командир 25-й флотилии подводных лодок. С января 1944 года командовал 2-й учебной дивизией подводных лодок, а в марте—мае 1945 года — 7-м морским гренадерским полком. В мае 1945 года взят в плен. В декабре 1945 года освобожден.